# Skåre HK
Skåre HK är en handbollsklubb i orten Skåre, Karlstads kommun i Sverige. 
Klubben grundades den 26 januari 1993 och de första tolv åren var förra landslagsmålvakten Birgitta Bjarby Kandell ordförande i klubben. 
Anna-Maria Johansson, med meriter i bland annat Sveriges damlandslag i handboll och Metz Handball har Skåre HK som moderklubb.